# وایتستون، دوون
وایتستون (به انگلیسی: Whitestone) یک روستا و محله مدنی در بریتانیا است که در Teignbridge واقع شده‌است.